# ピリン国立公園
ピリン国立公園（ピリンこくりつこうえん、ブルガリア語:Национален парк „Пирин“ / Natsionalen park "Pirin"）は、ブルガリア南西部のピリン山脈の大部分を対象としている国立公園で、ユネスコの世界遺産にも登録されている（ID225）。面積は274 km2 で、標高1008 m から2914 m に存在している。一帯の石灰岩の山々には氷河地形が多く、氷河湖、滝、洞窟、カールおよび針葉樹林が分布しており、高山帯には草原やガレ場が見られる。
国立公園の境界域には二つの自然保護区が存在している。ユレン保護区（Юлен / Yulen）とブルガリア最古のバユヴィ・ドゥプキ＝ジンジリツァ保護区（Баюви дупки - Джинджирица / Bayuvi Dupki - Dzhindzhiritsa）である。

## 歴史

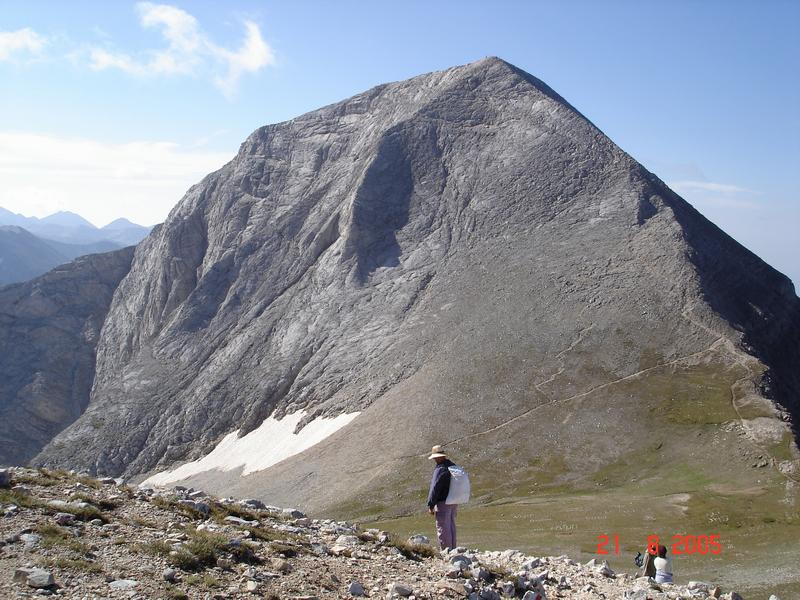
ピリン山脈最高峰のヴィーレン岳

公園の規模と境界線は、歴史上多くの変遷を辿ってきた。
ピリン山脈の最高峰にあたる地域の森林保護を目的として、1962年11月8日にヴィフレン（Вихрен / Vihren）国立公園が設定された。その面積はわずか62 km2 で、現在の面積のごく一部に過ぎない。1974年に出された省令によって、この国立公園はピリン人民公園と改称し、それとともに面積も著しく増大した。
1979年には独立した公園管理局が設立され、その本拠地はバンスコに置かれた。1983年には世界遺産（自然遺産）に登録され、1998年に保護地域に関する法が成立した後、隣接の自然保護区などを含めると面積403.324 km2を抱える国立公園となった。公園の範囲は、ブラゴエヴグラト州のゴツェ・デルチェフ、バンスコ、ラズロク、シミトリ、ストルミャニ、サンダンスキの各自治体に及んでいる。

## 植物相

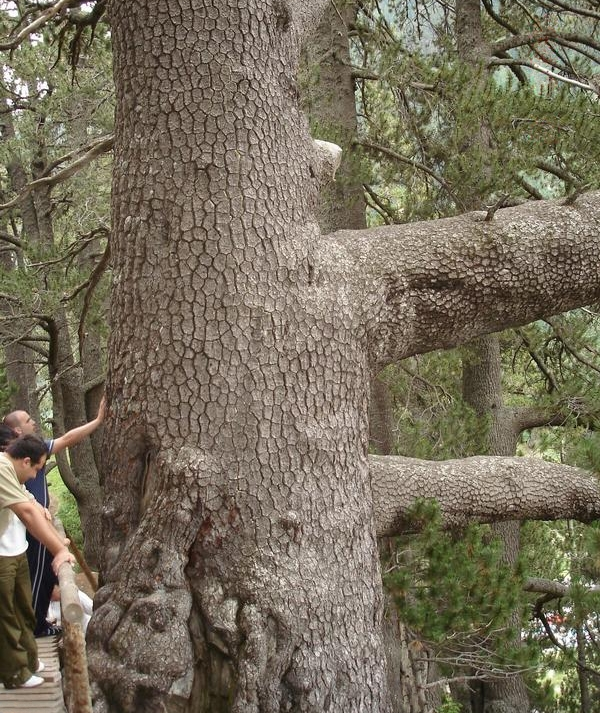
ブルガリア最古の樹木である高さ24mのボスニア松Baykusheva mura

地域内が非常に起伏に富んでいることが、ブルガリア国内随一の植物種の多様性をもたらしている。域内の植物相の総調査は、19世紀末から20世紀初頭に行われた。
約1300種の高等植物が確認されているが、これはブルガリア国内の高等植物の30%に当たっている。これに加えて300種ほどのコケ類、多種にのぼる藻類なども観測されている。針葉樹林の主な樹種はマケドニアマツとボスニアマツである。
公園は18種のピリン地域固有種、15種のブルガリア固有種、多くのバルカン半島固有種が生育しており、ピリンのシンボルであるエーデルワイスのような絶滅危惧種も多く生育する。ブルガリアのレッドデータブックに記載された絶滅危惧種は126種だが、ピリンに生育する絶滅危惧種の総数はそのうち約60種にもなる。
ピリン国立公園内の植物帯は、森林帯、亜高山帯、高山帯の3つに大別することが出来る。

## 動物相
地域内の起伏の多さと南に位置することから、多くの動物種が生息している。
無脊椎動物の種や亜種は2090種ほどが観測されているが、そのうち300種が希少種、214種が固有種、175種が残存種、15種は国際的な絶滅危惧種である。
魚類は、ブルガリアの淡水魚の6%にあたる6種が生息している。その他8種の両生類と11種の爬虫類が生息している。 
鳥類の種の多さは目を惹くものがあり、ブルガリアに生息する鳥類の40%にあたる約160種を見ることが出来る。
陸生哺乳類は、ブルガリア全体の50%にあたる45種が生息し、うち12種はコウモリ目に属している。ピリン国立公園の代表的な哺乳類には、ヒグマ、オオカミ、マツテンおよびバルカン半島固有種のノヤギなどが挙げられる。

## 世界遺産
1983年に世界遺産に登録された。登録に当たっては、隣接する3つの自然保護区と11の地域もあわせて登録された。

### 登録基準
この世界遺産は世界遺産登録基準のうち、以下の条件を満たし、登録された（以下の基準は世界遺産センター公表の登録基準からの翻訳、引用である）。
- (7) ひときわすぐれた自然美及び美的な重要性をもつ最高の自然現象または地域を含むもの。
- (8) 地球の歴史上の主要な段階を示す顕著な見本であるもの。これには生物の記録、地形の発達における重要な地学的進行過程、重要な地形的特性、自然地理的特性などが含まれる。
- (9) 陸上、淡水、沿岸および海洋生態系と動植物群集の進化と発達において進行しつつある重要な生態学的、生物学的プロセスを示す顕著な見本であるもの。